# Médecin remplaçant en France
Pour les articles homonymes, voir Remplaçant.
Un médecin remplaçant est un médecin qui remplace un médecin installé en libéral ou salarié titulaire, devant cesser son activité pour quelques jours ou quelques mois.
Le remplaçant est : 
- soit étudiant en médecine titulaire d'une licence de remplacement (suivant le décret No 94-120 du 4 février 1994, être inscrit en 3e cycle des études de médecine générale et avoir effectué les trois semestres d'internat dont celui chez un généraliste et avoir dûment rempli le formulaire récupéré à l'Ordre des médecins) ;
- soit titulaire du diplôme d'État de docteur en médecine et inscrit au conseil de l'Ordre.